# Taupont
Taupont (en bretó Talbont) és un municipi francès, situat a la regió de Bretanya, al departament d'Ar Mor-Bihan. L'any 2006 tenia 2.094 habitants.

## Demografia
| 1962                                       | 1968  | 1975  | 1982  | 1990  | 1999  |
| ------------------------------------------ | ----- | ----- | ----- | ----- | ----- |
| 1.399                                      | 1.418 | 1.453 | 1.648 | 1.853 | 1.908 |
| Des de 1962: població sense dobles comptes |       |       |       |       |       |

## Administració
| Període   | Identitat        | Partit     |
| --------- | ---------------- | ---------- |
| 2001-2008 | Michel Malaboeuf | app. UMP   |
| 2008-     | François Blondet | app. MoDem |